# San Pedro (políptico de 1472)
San Pedro es una pintura al temple y oro sobre tabla de 29,3 x 21,5 cm, de Carlo Crivelli, datada en 1472 y conservada en la Galería de Arte de la Universidad Yale en New Haven. Formaba parte probablemente del Políptico de 1472.

## Historia
El políptico, probablemente en origen en la iglesia de Santo Domingo de Fermo, fue desmembrado poco antes de 1834, y dispersados los paneles en el mercado anticuario. El San Pedro formó parte de la colección Rabinowitz, donada a la universidad norteamericana en 1959.
La reconstruida predela con otros cuatro compartimentos (Filadelfia, Milán y Ámsterdam) es asignada al políptico de 1472 si bien con alguna incertidumbre debido a la ausencia de documentación.

## Descripción y estilo
En el panel arqueado, que debía estar en la mitad izquierda, san Pedro es presentado de medio cuerpo en una posición animadamente retorcida, mientras levanta una descomunal llave del Cielo y un grueso libro inclinado ligeramente hacia adelante, como doblado por el peso.
Notable es la individualización fisonómica y expresiva del rostro, que aparece concentrado dirigiendo la atención hacia la izquierda. El escote de la túnica que ha resbalado descubre un hombro, anatómicamente bien figurado. El claroscuro es fuerte, sobre todo en la mano en primer plano, en el rostro y en los pliegues profundos del manto.